# Governo Tăriceanu I
Il Governo Tăriceanu I è stato il nono governo della Romania post-comunista, il primo della V legislatura. Fu guidato dal primo ministro Călin Popescu Tăriceanu.

## Cronologia del mandato

### Nomina
Il Partito Social Democratico (PSD) fu la formazione più votata alle elezioni parlamentari del 28 novembre 2004. La coalizione di centro-destra Alleanza Giustizia e Verità (DA), composta dal Partito Nazionale Liberale (PNL) di Călin Popescu Tăriceanu e dal Partito Democratico (PD) di Traian Băsescu, arrivò seconda. Poiché nessuna delle due forze avrebbe potuto costituire individualmente una maggioranza, la nomina del governo fu frutto di lunghi negoziati. Tra il primo e il secondo turno delle concomitanti elezioni presidenziali il PSD aveva già intavolato delle trattative con altre forze minori, ma la vittoria al ballottaggio del 12 dicembre da parte del candidato di DA, Băsescu, stroncò le iniziative dei socialdemocratici. Per forzare la mano e giungere ad un compromesso, il nuovo capo di Stato dichiarò che il successo elettorale apparteneva a DA e che il premier sarebbe stato un membro della coalizione, ipotizzando l'idea di sciogliere il parlamento e indire nuove elezioni anticipate nel caso in cui non si fosse giunti a tale risultato. L'opzione, temuta da Unione Democratica Magiara di Romania (UDMR) e Partito Umanista Rumeno (PUR), nonostante i precedenti accordi con il PSD, spinse entrambi partiti a sostenere un governo con a capo Călin Popescu Tăriceanu.
Il nuovo parlamento si costituì il 13 dicembre. Il governo ottenne il voto di fiducia delle camere il 28 dicembre con 265 voti a favore e 200 contrari e prestò giuramento al presidente della Romania il giorno successivo. La stabilità dell'esecutivo era frutto di un accordo tra forze diverse. Mentre PUR e UDMR perseguivano agende politiche differenti rispetto a quelle di DA, la coalizione non aveva il pieno controllo delle due camere, le cui presidenze appartenevano a membri del PSD che, pur all'opposizione, era riuscito a fare eleggere Adrian Năstase alla guida camera dei deputati e Nicolae Văcăroiu al senato anche grazie al sostegno del PUR.
Il 16 febbraio 2005 i quattro partiti al governo firmarono il protocollo di funzionamento dell'alleanza, istituendo un Consiglio nazionale di coalizione (di cui facevano parte i quattro presidenti più un altro membro di ogni partito), un Comitato governativo di coalizione (di cui facevano parte il primo ministro e i tre vice primi ministri) e diversi comitati a livello parlamentare e distrettuale. Il protocollo stabiliva i criteri di funzionamento della coalizione e l'assegnazione degli incarichi nella pubblica amministrazione centrale e locale.

### Avvio di mandato
Il programma di governo presentato alle camere contemplava tra i propri punti un'ampia liberalizzazione dell'economia, il consolidamento dello stato di diritto, la lotta alla corruzione e il rafforzamento dei rapporti con Unione europea e NATO, oltre a iniziative sul piano sociale per ridurre la povertà.
L'esecutivo realizzò immediatamente delle forme di rilassamento fiscale, tra le quali l'introduzione della flat tax al 16% per i redditi di società e persone fisiche, varata nel corso della prima seduta di governo del 29 dicembre 2004. Furono in seguito attuate la riduzione dei contributi sociali per i redditi da lavoro e la semplificazione di una parte della legislazione fiscale, che favorì la crescita degli investimenti esteri. Il governo conseguì discreti successi anche nella privatizzazione delle aziende di Stato. In seguito alla firma del Trattato di Lussemburgo del 25 aprile 2005, inoltre, il 1º gennaio 2007 la Romania entrò a far parte dell'Unione europea, grazie agli accordi formalizzati dal precedente governo, con ricadute positive sull'economia.
Il 5 gennaio 2005 si aprì la prima crisi di governo, quando il presidente Băsescu dichiarò al quotidiano Adevărul di ritenere «immorale» la presenza nel consiglio dei ministri del PUR, il cui sostegno era stato imprescindibile per permettere l'investitura dell'esecutivo. In seguito a tali osservazioni, il PUR arrivò a discutere la propria uscita dal governo a poche settimane dalla sua formazione, ma alla fine decise di far rientrare la crisi. Per protesta, però, non indicò i sei prefetti che gli spettavano secondo l'algoritmo della coalizione, le cui posizioni furono rivestite da rappresentanti indicati da DA. Oltre a ciò, il 21 gennaio 2005 il ministro con delega al coordinamento delle autorità di controllo, Sorin Vicol (PUR), rassegnò le proprie dimissioni, lamentando il trasferimento di Garda Financiară e Autorità nazionale delle dogane sotto il controllo del ministero delle finanze. La sua posizione fu poi abolita.
Il 18 marzo 2005 lasciò il governo anche il Ministro di Stato per il coordinamento delle attività nel campo economico, Adriean Videanu, indicato dal PD per concorrere alle elezioni a sindaco di Bucarest. Al suo posto fu nominato Gheorghe Seculici.

### Pacchetto leggi sulla proprietà e la giustizia
- Călin Popescu Tăriceanu, presidente del Partito Nazionale Liberale (2004-2009) e Primo ministro della Romania (2004-2008).
- Emil Boc, presidente del Partito Democratico (2004-2007).

Nella prima parte del 2005, facendo seguito all'introduzione della flat tax, il governo preparò il secondo provvedimento principale previsto dal proprio programma, relativo alla restituzione integrale e senza limitazioni delle proprietà che erano state nazionalizzate dalla dittatura comunista a partire dal 1945. Contestualmente lavorò anche a un pacchetto di riforma della giustizia mirato a limitare la corruzione, il cui testo fu approvato nel corso della seduta di governo del 30 marzo 2005, cui prese parte anche il presidente Băsescu. Il pacchetto sulla giustizia prevedeva la modifica di diverse leggi (tra queste la legge 317/2004 sul Consiglio superiore della magistratura, la legge 304/2004 sull'organizzazione della giustizia, la legge 303/2004 sullo statuto dei magistrati e la legge 8/1995 sui diritti d'autore) al fine di permettere l'indizione di concorsi pubblici per ricoprire incarichi dirigenziali nei tribunali, ridurre il livello di anzianità necessario per tali funzioni, cambiare il sistema di nomina e revoca dei magistrati e garantire maggiore indipendenza ai procuratori nelle indagini per reati previsti dal codice penale. Secondo il progetto del governo, il capo di Stato, su proposta del ministro della giustizia, avrebbe nominato per un mandato di tre anni il procuratore generale della Romania, il procuratore capo della Procura nazionale anticorruzione (PNA) e i capi delle varie sezioni di PNA e procura dell'Alta corte di cassazione e giustizia.
I due progetti di legge vennero presentati alle camere il 14 giugno 2005. In tale occasione il primo ministro pose la fiducia in parlamento (secondo il processo di angajarea răspunderii previsto dall'ordinamento costituzionale rumeno) sul pacchetto per la regolamentazione giuridica della proprietà e la riforma della giustizia. L'opposizione (PSD e PRM) avanzò contro le due leggi una mozione di sfiducia, che fu battuta il 22 giugno 2005 (265 voti contrari e 186 favorevoli). Il 6 luglio 2005, però, la Corte costituzionale della Romania si espresse sul ricorso presentato da 140 parlamentari del PSD, dichiarando incostituzionali diversi punti del piano sulla giustizia proposto dal governo.
Le forze della maggioranza accusarono la Corte di ostruzionismo e di favoritismo nei confronti del PSD. Il giorno successivo alla sentenza il primo ministro Tăriceanu affermò «siamo di fronte a una situazione politica in cui la Corte costituzionale amputa in modo essenziale le leggi sulla giustizia, impedendo così all'esecutivo di portare avanti la riforma attuale [...] La soluzione è tornare dagli elettori rassegnando le dimissioni del governo». L'ipotesi delle dimissioni in modo da forzare elezioni anticipate e permettere la costruzione di una più solida maggioranza e, quindi, evitare eventuali blocchi da parte dell'opposizione, fu concordata con il presidente Băsescu. La delegazione permanente del PNL approvò la decisione con 73 voti favorevoli e uno contrario.
Mentre non fu necessario correggere la legge sulla restituzione delle proprietà, il 13 luglio il parlamento votò nuovamente il pacchetto sulla giustizia con la riformulazione di quattro articoli considerati incostituzionali, conseguendo 402 voti favorevoli, 32 contrari e 3 astensioni. La forma finale della legge, tuttavia, fu ritenuta insufficiente dal governo, ragione per la quale Tăriceanu confermò la propria volontà di dimettersi: «Non posso, come primo ministro, tollerare una situazione simile, non voglio essere complice del processo tramite il quale il popolo rumeno, il mio popolo, è condannato alla corruzione, alla povertà e all'isolamento».
Il 19 luglio 2005, al ritorno da una visita a Bruxelles in cui espose le azioni del governo per realizzare il piano di adesione predisposto dall'Unione europea, il premier tornò sui propri passi, rinunciando all'idea delle dimissioni. Questi reclamò la necessità di doversi concentrare sulla ricostruzione delle aree flagellate dalle inondazioni di quel periodo. La scelta, tuttavia, fu criticata dal presidente Băsescu, che lo accusò di subire l'influenza dell'imprenditore e membro del PNL Dinu Patriciu. In seguito al ripensamento del primo ministro, al fine di confermare la propria legittimità, il 20 luglio il governo mise la fiducia su una dichiarazione politica in tema di inondazioni, riforma della giustizia e integrazione europea.
Il 26 luglio 2005 il ministro della cultura Mona Muscă presentò le proprie dimissioni dal governo e dalla vicepresidenza del PNL, criticando Tăriceanu per non aver fatto seguito alle proprie parole. La Muscă dichiarò che, avendo votato in sede di delegazione permanente del partito contro la permanenza in carica del primo ministro, per coerenza avrebbe rinunciato al proprio incarico.

### Rimpasto del 22 agosto 2005
Il 22 agosto 2005 il governo realizzò un rimpasto che coinvolse due ministri del PNL e due del PD. Sebastian Vlădescu sostituì Ionuț Popescu alle finanze, Eugen Nicolăescu prese il posto di Mircea Cinteză alla salute, Anca Boagiu quello di Ene Dinga all'integrazione europea e Gheorghe Pogea rimpiazzò Gheorghe Seculici come vice primo ministro incaricato delle attività economiche. Il dicastero della cultura, vacante dalle dimissioni di Mona Muscă, fu assegnato ad Adrian Iorgulescu.

### Autunno del 2005
In seguito al ripensamento sulle dimissioni da parte del primo ministro, tra Tăriceanu e Băsescu emerse un conflitto che influenzò la politica del governo negli anni a seguire. Il periodo fu caratterizzato da ripetute critiche da parte del capo di Stato e dei suoi collaboratori alle azioni dell'esecutivo e all'immobilismo della classe politica in generale.
Il 30 ottobre 2005 il consigliere presidenziale Elena Udrea affermò che, il giorno dell'arresto di Dinu Patriciu, il premier aveva contattato il procuratore generale Ilie Botoș sollecitando informazioni sull'inchiesta. Tăriceanu confermò di aver avuto una conversazione con Botoș, ma negò ogni tentativo di influenzare la procura.
Il 10 novembre 2005 il ministro dell'educazione Mircea Miclea presentò le proprie dimissioni, criticando il sottofinanziamento del suo ministero, che ottenne risorse per il 3,7% del PIL a fronte del 5% richiesto. Il capo di Stato si schierò al fianco del ministro dimissionario. Al suo posto il PD indicò Mihail Hărdău.
A causa dell'erosione del potere d'acquisto della popolazione, alla fine del 2005 il governo dovette far fronte a numerosi scioperi indetti dai sindacati, venendo a compromessi per la maggiorazione dei salari dei dipendenti dell'istruzione e di altre categorie professionali.

### Acuirsi dei conflitti tra presidente e primo ministro
Il 21 febbraio 2006 il parlamento respinse (246 contrari e 214 favorevoli) una nuova mozione di sfiducia contro il governo, presentata dall'opposizione in reazione al progetto di riforma del sistema sanitario proposto dal ministro Eugen Nicolăescu.
Il 20 marzo 2006 il ministro con delega ai rapporti con il parlamento, Bogdan Olteanu, fu eletto presidente della camera dei deputati. In sua sostituzione il premier propose il segretario di Stato Victor Paul Dobre, ma il presidente della Romania rifiutò la nomina, affermando che il lavoro svolto da Dobre al ministero degli interni sarebbe stato più importante, vista l'esperienza accumulata in tale posizione. Respinta la designazione di Dobre, il 7 aprile la delega fu assunta ad interim dal capo della segreteria generale del governo, Mihai Alexandru Voicu, che il 23 maggio fu confermato quale titolare dei rapporti con il parlamento. La sua posizione alla segreteria generale, rimasta vacante, fu quindi assegnata a Radu Stroe.
Nello stesso periodo Băsescu entrò ulteriormente in polemica con Tăriceanu, criticando il progetto legge sul lustrismo e lo scarso coordinamento della maggioranza per l'elezione dei vertici del Consiglio nazionale per lo studio degli archivi della Securitate (CNSAS). Il 5 aprile, nel corso di una trasmissione televisiva, il presidente dichiarò che rimpiangeva di aver nominato Tăriceanu primo ministro. Più tardi nel mese di aprile Monica Macovei, voluta quale ministro della giustizia dallo stesso Băsescu, lamentò la mancanza di coesione del governo in relazione alla creazione dell'Agenzia nazionale per l'integrità (ANI), la cui attuazione, secondo il guardasigilli, era bloccata dall'ostruzionismo dei membri di PNL e UDMR.
Il 1º giugno 2006 il PSD presentò una mozione semplice contro il ministro dell'agricoltura, Gheorghe Flutur, ritenuto responsabile di una cattiva gestione dell'epidemia di influenza aviaria, che colpì numerosi allevamenti. Fu battuta con 64 voti contrari, 49 favorevoli e un astenuto.

### Riorganizzazione dei vice primi ministri
Il 1º giugno 2006 il ministro di Stato per il coordinamento delle attività nel campo del commercio e della piccola e media impresa, George Copos, abbandonò il proprio incarico, accusando il governo di aver ignorato le sue proposte per la modifica del codice di procedura fiscale. Il ministro dimissionario desiderava mantenere l'attuale sistema d'imposte per le microimprese per i successivi due anni, invece di sottoporle alla quota unica del 16% come stabilito dall'esecutivo. Il consiglio nazionale del Partito Conservatore (ridenominazione del PUR dal 2005) propose quale suo sostituto il proprio presidente Dan Voiculescu che, però, il 20 giugno fu costretto a rinunciare alla designazione, in conseguenza dello scandalo derivante da una sentenza del CNSAS che stabiliva che questi era stato un collaboratore della Securitate. Il 5 luglio il presidente della Romania firmò il decreto di nomina di Bogdan Pascu, indicato dal PC il precedente 25 giugno.
Le dimissioni di Copos avvennero in un momento in cui il PD e il presidente Băsescu chiedevano una ristrutturazione del gabinetto di governo, al fine di ridurre il numero di componenti e di migliorare la sua efficienza. Il 13 giugno il leader del PD Emil Boc comunicò che il partito non riteneva giustificata l'esistenza delle posizioni dei vice primi ministri e dei ministri delegati, annunciando il ritiro del vicepremier Gheorghe Pogea. Contestualmente il partito sostituì il ministro dei trasporti Gheorghe Dobre con Radu Berceanu. Il 19 giugno Băsescu si presentò in parlamento per il primo messaggio alle camere del suo mandato, criticando il primo ministro di non aver consentito una più ampia riorganizzazione della squadra di governo e la diminuzione degli incarichi ministeriali.

### Sospensione del ministro della difesa

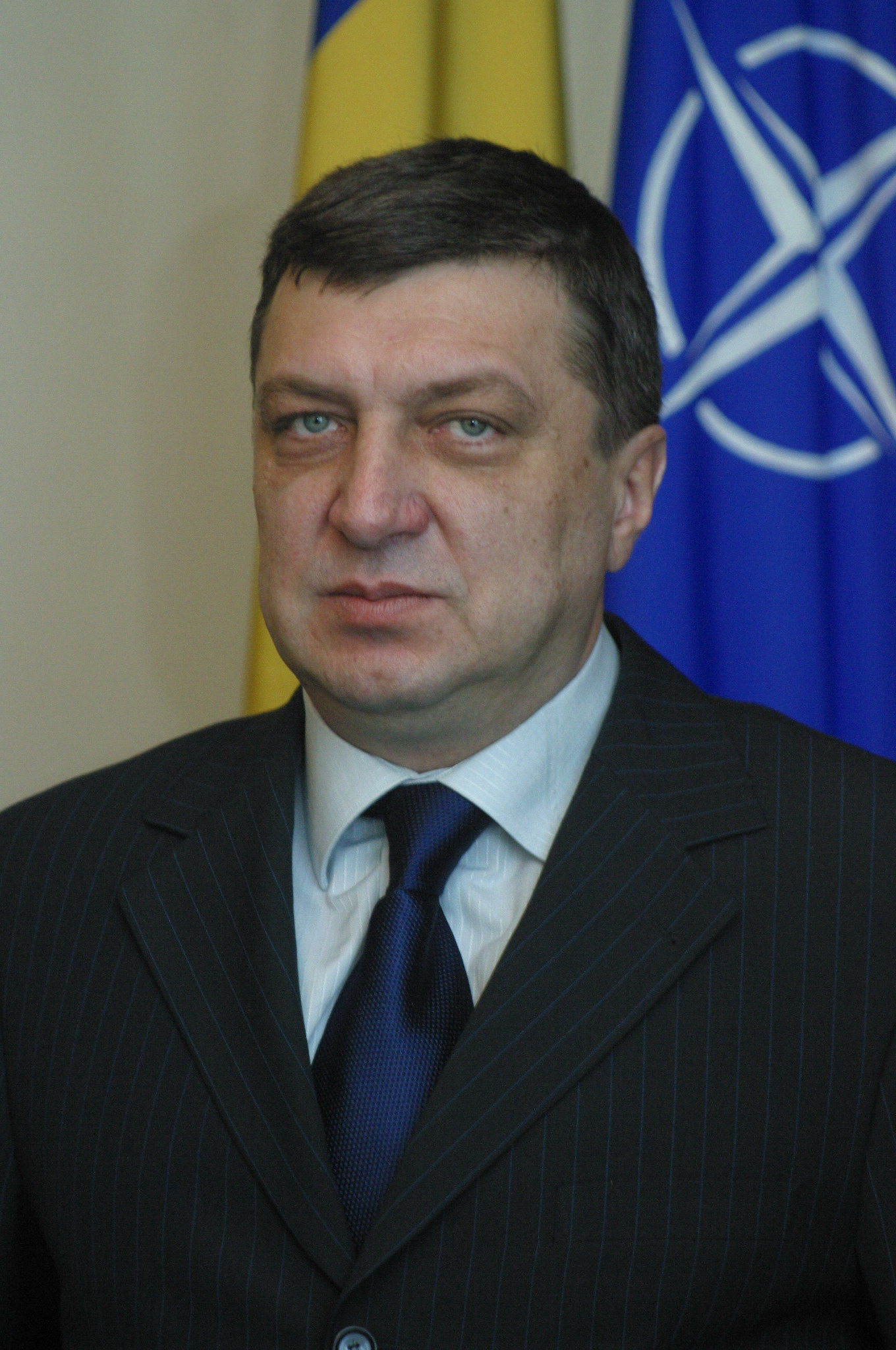
Teodor Atanasiu, ministro della difesa della Romania dal 2004 al 2006.

Il 28 giugno 2006 Tăriceanu dichiarò pubblicamente che, tramite il ministro della difesa Teodor Atanasiu, il governo avrebbe richiesto il ritiro delle truppe dell'esercito rumeno dall'Iraq nella successiva riunione del Consiglio Supremo di Difesa del Paese (CSAT), organo presieduto dal capo di Stato. Oltre al categorico rifiuto di Băsescu, la proposta incontrò resistenze anche nel quadro del consiglio dei ministri. Votarono contro l'atto del premier, infatti, il ministro delle finanze Sebastian Vlădescu e quello degli esteri Mihai Răzvan Ungureanu, che riteneva che una decisione di tale portata avrebbe avuto ripercussioni negative sulla politica estera della Romania. Per ribadire il proprio supporto alla missione, nelle settimane successive il presidente Băsescu visitò le truppe di stanza in Iraq e Afghanistan.
Il 10 luglio 2006 il consigliere presidenziale Adriana Săftoiu sporse una denuncia contro il ministro della difesa Atanasiu, ritenuto colpevole di averla accusata di fornire alla stampa informazioni mirate a discreditarlo. La Săftoiu chiamò in causa il reato di abuso in servizio contro la persona, che era punibile secondo le disposizioni del codice penale. Un ulteriore esposto contro Atanasiu fu presentato anche dal deputato PSD Eugen Bejinariu. Il presidente della Romania ricorse alla prerogativa costituzionale che permetteva al capo di Stato di sospendere i membri del governo indagati per reati previsti dal codice penale. La commissione presidenziale incaricata dell'analisi del caso fu costituita il 20 luglio e trasmise il proprio rapporto a Băsescu, che il 12 settembre 2006 procedette alla revoca del ministro della difesa, specificando tramite un comunicato che la scelta era motivata dalla necessità di evitare influenze da parte di Atanasiu sull'inchiesta in corso. La posizione fu assunta ad interim dal segretario di Stato Corneliu Dobrițoiu. Atanasiu si rivolse alla corte d'appello di Bucarest, che il 27 settembre riconobbe le ragioni del presidente della repubblica.
Il 6 ottobre la procura decretò l'archiviazione delle indagini, senza disporre alcun rinvio a giudizio per il ministro sospeso. Băsescu, tuttavia, non procedette alla sua reintegrazione. Il 25 ottobre 2006 Atanasiu annunciò le proprie dimissioni, al fine di superare il blocco politico, che si inscriveva in un più ampio contrasto tra presidenza e governo.
In seguito ad un vertice tra i partner di governo, il PNL decise di rinunciare alla nomina di un nuovo ministro della difesa, lasciando l'indicazione al PD, che designò Sorin Frunzăverde. A margine degli accordi fu concessa al PNL l'iniziativa per l'assegnazione dell'incarico di commissario europeo della Romania, il primo nella storia del paese. La prima nomina proposta da Tăriceanu fu quella di Varujan Vosganian, che rinunciò prima di entrare in carica a causa delle accuse di collaborazionismo con la Securitate che gli erano state rivolte. Il 29 ottobre 2006 il primo ministro ripiegò su Leonard Orban, che il successivo 1º gennaio 2007 assunse il mandato di commissario europeo per le politiche linguistiche ed il multilinguismo.
Il 31 ottobre 2006 il parlamento approvò la legge per l'istituzione dell'Agenzia nazionale per l'integrità, in una variante considerevolmente diversa dal testo approntato dal governo nel mese di luglio dello stesso anno.

### Scissione del PNL
Nel novembre 2006 una fazione del PNL con a capo Theodor Stolojan annunciò la scissione dal partito e la prossima creazione di una nuova formazione politica, il Partito Liberale Democratico, il cui obiettivo era quello di rafforzare i legami con il PD e con il presidente Băsescu. In qualità di membro del PNL, il ministro dell'agricoltura Gheorghe Flutur creò un ulteriore gruppo interno, chiamando il partito all'unità in nome della meritocrazia.
Il suo avvicinamento alla corrente di Stolojan fu malvisto dalla dirigenza del PNL, che il 21 novembre stabilì di ritirare il sostegno politico al ministro che, però, rifiutò di dimettersi. Tăriceanu dovette rivolgersi a Băsescu invocando la destituzione di Flutur. Il capo di Stato accettò la richiesta, ma sottolineò che non avrebbe più proceduto ad alcuna revoca senza la previa indicazione di un sostituto alla carica di ministro.

### Ritiro del PC dalla maggioranza
Il 3 dicembre 2006 il presidente del PC Dan Voiculescu comunicò il ritiro del suo partito dalla maggioranza, facendo seguito al clamore di un'inchiesta che vedeva il ministro dell'economia Codruț Șereș indagato per tradimento e spionaggio. Voiculescu criticò duramente Băsescu, ritenendolo colpevole della situazione. Con l'addio del PC il governo rimase senza una maggioranza parlamentare. I ministri Pascu e Șereș lasciarono l'incarico, mentre alcuni segretari di Stato e direttori di agenzie governative facenti capo al PC preferirono rassegnare le proprie dimissioni dal partito e mantenere le proprie mansioni.
I partner di coalizione avviarono le trattative per la ripartizione dei ruoli lasciati vacanti dal PC. Il 4 dicembre concordarono l'abolizione della posizione di ministro di Stato per il commercio e la piccola e media impresa e abbozzarono un piano che prevedeva l'assegnazione del ministero dell'agricoltura a Dan Motreanu (PNL) e quello del commercio a un rappresentante del PD. Il decreto di nomina di Motreanu fu firmato il 6 dicembre. Nella stessa giornata il governo decretò il trasferimento dell'Ufficio per le partecipazioni statali e la privatizzazione industriale (OPSPI) sotto il controllo dell'Autorità per la valorizzazione degli attivi dello Stato (AVAS), sottraendolo alla gestione del ministero del commercio. La decisione fu biasimata dal ministero della giustizia, che espresse ufficialmente la propria contrarietà, mentre il PD pretese un nuovo accordo con gli alleati. L'8 dicembre 2006 Traian Băsescu intervenne nella diatriba, intimando le parti in causa di giungere ad un compromesso quanto prima. Alla fine il ministero del commercio fu assegnato a Varujan Vosganian (PNL) e il PD ricevette formalmente la posizione di ministro di Stato precedentemente ricoperta dal PC. Il capo del PD Emil Boc, in ogni caso, dichiarò che la funzione sarebbe rimasta vacante, in nome del principio di semplificazione della squadra di governo.
A livello costituzionale la riassegnazione dei ministeri precedentemente guidati dal PC era considerata una ristrutturazione del governo e richiedeva un nuovo voto di fiducia da parte del parlamento. Con la rinuncia del PD al ministro di Stato, tuttavia, l'unico ministero oggetto della ristrutturazione fu quello del commercio, per cui le camere votarono per la sola convalida di Vosganian, che ottenne la ratifica del proprio incarico il 12 dicembre 2006 con 289 sì e 66 no.

### Contrasti fra gli alleati all'inizio del 2007
Le dichiarazioni alla stampa dell'11 gennaio 2007 da parte dell'ex consigliere presidenziale Elena Udrea incrinarono ulteriormente i rapporti tra PNL e PD e misero a rischio la stessa stabilità del gabinetto presieduto dal premier Tăriceanu. La Udrea affermò che nella primavera del 2005 il primo ministro si era rivolto al capo di Stato e al ministro della giustizia perché intervenissero in seno alla procura generale al fine di tutelare Dinu Patriciu, che era indagato per appropriazione indebita, riciclaggio e altri reati. Il 12 gennaio 2007, in occasione del congresso del PNL, Tăriceanu criticò pubblicamente le azioni di Băsescu, che la settimana successiva presentò in conferenza stampa un bigliettino che secondo lui provava le dichiarazioni di Elena Udrea riguardanti il premier.
Sul piano politico il 22 gennaio 2007 il collegio direttivo del PD stabilì la propria permanenza al governo nonostante le tensioni con gli alleati. Il 12 febbraio 2007, durante la seduta del consiglio nazionale di DA, il PNL invitò il PD a dissociarsi ufficialmente dagli attacchi del capo di Stato al governo.
Il 2 febbraio 2007 il premier chiese le dimissioni del ministro degli esteri Mihai Răzvan Ungureanu, reo di avere informato il presidente della Romania ma non lui in merito all'arresto in Iraq di due cittadini rumeni da parte delle forze armate statunitensi, che li accusavano di aver filmato una base militare. Ungureanu si dimise il successivo 5 febbraio. Il 19 febbraio il premier sottopose al presidente la nomina di Adrian Cioroianu. Il capo di Stato si espresse solamente nel mese di marzo, accettando le dimissioni di Ungureanu, ma rigettando la proposta del nuovo ministro, chiamando in causa la presunta mancanza di esperienza da parte del candidato alla funzione. Il 22 marzo Tăriceanu assunse l'incarico ad interim e si rivolse alla Corte costituzionale contro la decisione di Băsescu. I giudici si espressero in favore del primo ministro, ma la sentenza arrivò solamente dopo la fine del governo Tăriceanu I.
Il 13 febbraio 2007 il senato approvò una mozione semplice contro il ministro della giustizia Monica Macovei, accusata di aver violato l'indipendenza della magistratura. Una sentenza della Corte costituzionale decretò che la mozione non implicava le dimissioni del guardasigilli, ma alcuni colleghi in seno al governo le rimproverarono la scelta di rimanere nella propria posizione. Tra i suoi critici, il 24 febbraio 2007 il nuovo capo dell'AVAS Teodor Atanasiu ne invocò le dimissioni per "solidarietà governativa", al fine di evitare blocchi istituzionali e il rischio di veder saltare il sostegno del parlamento alle riforme sulla giustizia. Nel mese di marzo simili critiche furono reiterate anche dal segretario generale del governo Radu Store e dal ministro dei lavori pubblici László Borbély.

### Espulsione del PD dal governo
Il 14 febbraio 2007 il capo di Stato si rivolse alle camere annunciando l'indizione di un referendum per l'adozione del sistema di voto uninominale, che riteneva necessario per placare il degrado della classe politica. In parlamento Băsescu affermò che la corruzione era presente a tutti i livelli, compreso il governo. Il 28 febbraio i partiti di opposizione (PSD, PC e PRM) deliberarono l'istituzione di una commissione parlamentare d'inchiesta, presieduta da Dan Voiculescu, per la revoca di Băsescu dalla presidenza della Romania per via di presunte violazioni della costituzione.
Il 9 marzo 2007 il primo ministro affermò che, a causa delle tensioni politiche e dell'organizzazione del referendum per l'impeachment del presidente, non sarebbe stato possibile preparare le elezioni europee in maggio, come inizialmente previsto. Il 12 marzo, perciò, fu emanata un'ordinanza d'urgenza che posticipava il voto in autunno. I ministri in area PD Monica Macovei e Vasile Blaga declinarono le proprie responsabilità sulla decisione e rifiutarono di controfirmare l'atto. Il 26 marzo il PNL pretese dal PD il ritiro del sostegno politico a Macovei e Blaga, oltre a richiederne il supporto per l'iniziativa di ritiro dell'esercito dall'Iraq. Il partito di Emil Boc negò le richieste e rimproverò il primo ministro di non essersi consultato con gli alleati sul rinvio delle elezioni.
Nella stessa giornata l'ufficio politico del PNL diede al primo ministro il mandato di negoziare una nuova formula politica in grado di garantire stabilità al governo. In tale occasione Tăriceanu dichiarò: «Assistiamo in pratica al decesso dell'alleanza DA». Il premier criticò l'ostruzionismo al suo governo da parte dei membri del PD e, a livello politico, la decisione del partito di Boc di concorrere alle elezioni europee su proprie liste, invece di concordare una soluzione comune.
Il 1º aprile 2007 il primo ministro escluse gli ex alleati dal consiglio dei ministri e stabilì la nascita di un nuovo governo di minoranza composto da PNL e UDMR. Il governo Tăriceanu II entrò in carica in seguito al voto di fiducia del parlamento del 3 aprile 2007.

## Attività del governo
Prodotto interno lordo a parità di potere d'acquisto, in miliardi di dollariAnno010020030040020042005200620072008PIL a parità di potere d'acquisto
Fonte: Fondo monetario internazionale
Variazione percentuale del Prodotto interno lordoAnno02468101220042005200620072008Variazione percentuale del PIL
Fonte: Fondo monetario internazionale
Variazione percentuale del tasso d'inflazioneAnno02468101220042005200620072008Variazione percentuale
Fonte: Fondo monetario internazionale
Variazione percentualeAnno0102030405020042005200620072008Variazione percentuale ImportazioniVariazione percentuale Esportazioni
Fonte: Fondo monetario internazionale
Variazione percentuale del deficit del conto delle partite correnti della bilancia commercialeAnno-15-12-9-6-3020042005200620072008Variazione percentuale
Fonte: Fondo monetario internazionale
Percentuale della forza lavoroAnno024681020042005200620072008Percentuale della forza lavoro
Fonte: Fondo monetario internazionale

### Misure economiche

#### Politica economica e fiscale
L'Alleanza Giustizia e Verità presentò un programma di governo d'impronta liberista, finalizzato ad adottare pienamente un sistema economico capitalista, con la promozione della proprietà privata e la riduzione dell'intervento dello Stato nell'economia. Il documento prevedeva una crescita annua del PIL tra il 6,5% e il 7% tra il 2005 e il 2008 (passando dai 56,1 miliardi di euro del 2004 agli 89,4 miliardi del 2008), un calo dell'inflazione al 3% nel 2008, l'aumento del salario medio lordo mensile da 197 a 321 euro e una diminuzione del deficit del conto delle partite correnti dal 5,84% del PIL del 2004 al 4,92% del 2008.
Nel corso della prima seduta di governo del 29 dicembre 2004 fu introdotta tramite ordinanza d'urgenza la flat tax, con l'adozione della quota unica al 16% per i redditi di cittadini e imprese (l'imposta sul reddito delle società precedentemente era al 25%). Come misura di compensazione l'ordinanza modificava le tasse sui dividendi e sul fatturato delle microimprese dall'1,5% al 3%. Il 28 gennaio 2005 il senato approvò la riforma del codice di procedura fiscale (58 favorevoli e 53 contrari), che entrò in vigore il 1º aprile 2005. Il testo introdusse nuove tasse indirette e rialzò altre preesistenti. La crescita delle imposte indirette, però, a lungo termine causò un aumento del deficit della bilancia commerciale. Il deficit delle partite correnti nel 2007 toccò il 14% del PIL, mentre il leu si deprezzò.
A livello di politica monetaria il 1º luglio 2005 entrò in circolazione una nuova valuta pesante, che sostituiva il vecchio leu con un nuovo leu con un rapporto di 10.000 a 1.
Nel luglio 2005 fu pubblicata la legge 247/2005, che prevedeva la restituzione integrale delle proprietà confiscate dal regime comunista tra il 1945 e il 1989, sostituendo gli atti emessi dai precedenti governi. La legge imponeva la riconsegna ai possessori originali o agli eredi di ogni tipo proprietà (abitazioni, industrie, terreni, foreste) senza alcuna limitazione in termini di dimensioni. Qualora ciò non fosse stato possibile, per esempio nei casi in cui la proprietà non esisteva più, i reclamanti avrebbero ricevuto un indennizzo consistente in azioni in società pubbliche detenute da un fondo appositamente costituito (Fondul Proprietatea).
Nel 2005 l'incapacità immediata di contenere l'aumento dei prezzi fu causa di diversi scioperi dei dipendenti del settore pubblico, che chiedevano adeguamenti salariali. Per venire incontro alle richieste sindacali il governo concesse una maggiorazione del 4% agli operatori delle poste e dell'11,84% ai dipendenti della pubblica istruzione in due scaglioni a partire dal 2006. Il 5 luglio 2005 entrò in vigore il nuovo codice del lavoro. Il 3 novembre 2005 fu emanata l'ordinanza per il riconoscimento di un bonus di 800 lei per le mamme con figli fino a due anni.
Il 10 ottobre 2005 il parlamento approvò la legge di bilancio per il 2006. Il testo preconizzava una crescita del PIL del 6%, un maggiore gettito fiscale del 15,4% e un deficit pubblico pari allo 0,5% del PIL. Secondo i calcoli del governo gli investimenti sarebbero cresciuti del 12% e l'inflazione si sarebbe attestata al 5,5%. I dati di fine 2006, invece, presentarono uno sviluppo del PIL del 7,9% (arrivando a 100 miliardi di euro), un miglioramento dell'indice salariale che eguagliò quello del 1990, un calo dell'inflazione al 6,56% e della disoccupazione al 5,2%. Gli investimenti esteri, anche grazie al prossimo ingresso della Romania nell'Unione europea, raggiunsero la cifra di 9 miliardi di euro, in crescita del 75% rispetto al 2005.

#### Finanziamento internazionale
Il 26 gennaio 2005 Tăriceanu incontrò a Bucarest una delegazione del Fondo monetario internazionale condotta da Emmanuel van der Mensbrugghe per discutere alcuni aspetti riguardanti la politica fiscale del paese.
Due giorni più tardi la Banca mondiale concesse un finanziamento di 345 milioni di dollari e 100 milioni di euro in diversi settori. Secondo il piano 114,2 milioni di euro sarebbero serviti per l'infrastruttura stradale e 58,2 per quella ferroviaria. Un fondo da 92 milioni era destinato alla chiusura di alcuni siti minerari, alla loro bonifica e ai successivi programmi di reinserimento lavorativo del personale. 65,1 milioni sarebbero andati alla riforma della sanità, 41,1 all'ammodernamento del sistema di informazione e conoscenza dell'agricoltura e 66 alla riabilitazione della centrale idroelettrica sul fiume Lotru. Il prestito era riconosciuto per diciassette anni, con un periodo di grazia di dieci.
Il 31 ottobre 2005 il FMI annunciò la sospensione degli accordi con la Romania, poiché non riteneva realistico il deficit pubblico allo 0,5% del PIL previsto dalla legge di bilancio per il 2006.
In quel momento il debito estero del paese ammontava a 23,71 miliardi di euro, in crescita del 28% rispetto al 2004.

#### Privatizzazioni e infrastrutture
Su istanza del presidente Băsescu, che sospettava dei casi di corruzione, appena entrato in carica il governo commissionò un audit sui contratti realizzati dal governo Năstase con alcune multinazionali quali Bechtel, Vinci ed European Aeronautic Defence and Space Company. Il contratto con la Bechtel, che lavorava al cantiere dell'autostrada della Transilvania, fu bloccato e rinegoziato. La ripresa delle costruzioni fu complessa, mentre l'accordo fu stralciato anni dopo, nel 2013. A tale data il progetto era costato 2,2 miliardi di euro e aveva portato al completamento di un ottavo del piano iniziale.
Il 4 aprile 2005 l'Electrica Moldova passò alla E.ON per 100 milioni di euro. 31,4 servirono ad acquisire il 24,6% dell'azienda, mentre i restanti 68,6 furono destinati alla maggiorazione del capitale sociale. Il giorno dopo il governo firmò la cessione dell'Electrica Oltenia alla České Energetické Závody. Il gruppo ceco acquistò il 24,5% della società per 47,2 milioni e ne investì ulteriori 103,6 per riuscire a controllare la maggioranza
Il 20 dicembre 2005 lo Stato firmò il documento di vendita della Banca Comercială Română al gruppo Erste Bank, che pagò 3,7 miliardi di euro per il 61,88% del pacchetto azionario della società. 2,2 miliardi andarono all'erario, mentre 1,5 alla Banca europea per la ricostruzione e lo sviluppo e alla IFC, che cedettero anche le proprie quote. Si trattò della cifra più alta mai ricevuta dallo Stato rumeno per la privatizzazione di una società pubblica.
Il 6 settembre 2006 la fabbrica Daewoo di Craiova tornò ad essere di proprietà dello Stato, dopo che l'azienda coreana era stata acquistata dalla General Motors. Il governo garantì che si sarebbe adoperato per trovare un nuovo investitore.

### Relazioni internazionali

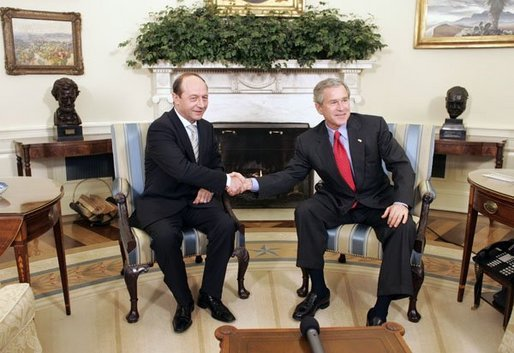
Il presidente della Romania, Traian Băsescu, con il presidente degli Stati Uniti, George W. Bush, il 9 marzo 2005.

Sin dalla propria elezione a presidente della Romania, Traian Băsescu si dichiarò apertamente filo-occidentale e intenzionato a rafforzare i rapporti con Stati Uniti e Regno Unito. L'obiettivo primario del governo, al contempo, era quello di giungere quanto prima alla firma del trattato di adesione all'Unione europea.
Il 13 aprile 2005 il Parlamento europeo approvò la relazione sulla Romania del suo vicepresidente Pierre Moscovici, che raccomandava l'ingresso del paese nell'UE a partire dal 1º gennaio 2007. Il 25 aprile dello stesso anno la firma del trattato di Lussemburgo ratificò l'adesione di Romania e Bulgaria. Furono presenti alla cerimonia tenutasi a Bruxelles il presidente Băsescu, il primo ministro Tăriceanu e il ministro degli esteri Mihai Răzvan Ungureanu. Il rapporto della Commissione europea pubblicato il 16 maggio 2005, pur confermando l'intenzione di intregrare la Romania alle sue strutture, non diede alcuna indicazione sulla data di adesione.
Il 15 dicembre 2005 il Parlamento europeo si espresse favorevolmente sul rapporto sul grado di preparazione della Romania. Il documento suggeriva l'implementazione di riforme nel campo della giustizia e della lotta alla corruzione, per la tutela del delta del Danubio e per il rispetto dei diritti delle minoranze.

Il documento della Commissione sul monitoraggio della Romania del 26 settembre 2006 confermò la data d'adesione al 1º gennaio 2007, come già discusso dal parlamento. La stessa relazione, però, rilevava problemi su alcuni punti sensibili nel quadro della giustizia, quali l'assenza di misure decisive contro la corruzione, la mancanza di regole sul conflitto d'interessi in seno al Consiglio superiore della magistratura, o i temporeggiamenti sull'istituzione dell'Agenzia nazionale per l'integrità. Tra le altre criticità vi erano preoccupazioni sulla gestione dei fondi europei e la carenza dell'Agenzia di pagamento per l'agricoltura, che metteva a rischio un quarto delle sovvenzioni messe a disposizione dall'Unione.

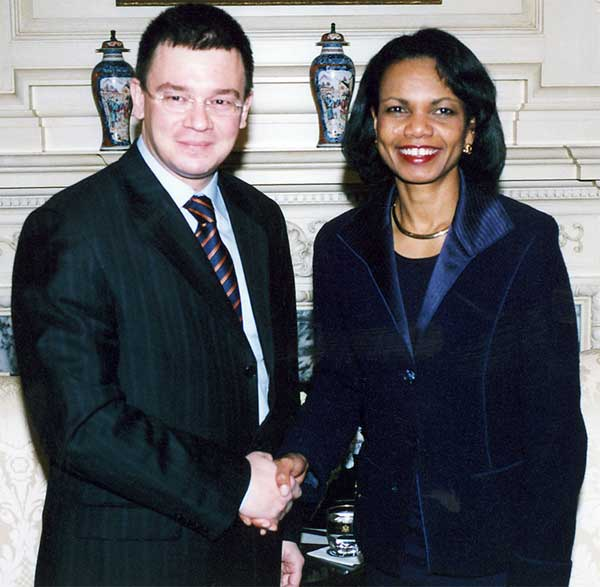
Il ministro degli esteri della Romania, Mihai Răzvan Ungureanu, con il segretario di Stato degli Stati Uniti, Condoleeza Rice, nel 2006.

La fragilità del potere politico dei due nuovi paesi ammessi all'Unione spinse la Commissione europea a istituire un sistema di controllo, il Meccanismo di cooperazione e verifica (MCV), che avrebbe sorvegliato i progressi di Romania e Bulgaria nel campo della giustizia e degli affari interni, tramite la pubblicazione di rapporti periodici sullo stato delle riforme, cui le autorità locali avrebbero dovuto conformarsi. Lo strumento fu introdotto dalla decisione 928 della CE del 13 dicembre 2006. Il Consiglio europeo di Bruxelles del 14 e 15 dicembre 2006 deliberò definitivamente l'adesione dei due nuovi membri a partire dal 2007.
Il 6 dicembre 2005, in occasione della visita a Bucarest del segretario di Stato degli Stati Uniti d'America, Condoleeza Rice, i due paesi firmarono l'accordo per l'accesso delle forze armate statunitensi in Romania. Secondo il documento l'esercito americano avrebbe avuto due basi (Mihail Kogălniceanu e Babadag) e due campi d'addestramento (Cincu e Smârdan). L'accordo entrò in vigore il 21 luglio 2006.
Nel giugno 2006 primo ministro e presidente della Romania si scontrarono pubblicamente sul ritiro delle truppe dall'Iraq proposto dal governo, che non si realizzò per via della ferma convinzione del capo di Stato.
I rapporti con i vicini moldavi, bloccati negli anni precedenti, nonostante un'iniziale apertura, si incrinarono nuovamente. Il 21 gennaio 2005 Băsescu incontrò il presidente della Moldavia, Vladimir Voronin, con cui mise la firma su una dichiarazione comune secondo la quale la Romania si impegnava ad appoggiare la controparte nel suo processo di integrazione europea. Nel settembre 2006 la Romania emanò una modifica alla legge sulla cittadinanza, che riconosceva la doppia nazionalità e permetteva ai moldavi di riacquisire la cittadinanza rumena persa dai propri avi in seguito all'annessione sovietica della Bessarabia del 1940. Nel 2007 le autorità di Chișinău biasimarono quelle di Bucarest a causa dell'enorme numero di richieste per l'ottenimento della cittadinanza rumena riconosciute ai propri abitanti ed espulsero alcuni funzionari dell'ambasciata.
Le relazioni con un altro paese confinante, l'Ungheria, furono segnati dalla realizzazione di quattro sedute comuni tra i due governi, che ebbero luogo tra il 2005 e il 2008, in applicazione di un accordo firmato nel 2002 dal governo Năstase.

### Altre misure
Il 27 gennaio 2005 il governo emanò l'ordinanza d'urgenza per la modifica della legge 115/1999 sulla responsabilità ministeriale. Secondo l'emendamento gli ex ministri ed ex segretari di Stato potevano essere inquisiti senza l'invio di una formale richiesta di autorizzazione a procedere a governo o parlamento. Un'ulteriore punto prevedeva che i ministri avrebbero dovuto presentare un rapporto sulla propria attività entro quindici giorni dalla data di fine mandato.
Il 17 gennaio 2006 il ministro della salute Eugen Nicolăescu presentò il progetto di riforma della sanità, che in aprile fu convertito dal parlamento nella legge 95/2006. Tra i punti previsti dal documento i manager ospedalieri non avrebbero più potuto esercitare la professione nelle strutture rispettive; veniva eliminato il principio del conflitto d'interessi per i dirigenti ospedalieri che avevano parenti in società operanti nel campo della sanità; il ministero della salute avrebbe nominato e revocato i direttori degli ospedali; era ammessa la sottoscrizione di assicurazioni private complementari a quelle di Stato; veniva contemplata la responsabilità civile per il personale medico e i fornitori di servizi per i casi malasanità; erano introdotte la tessera europea di assicurazione malattia e la tessera sanitaria per favorire l'informatizzazione del sistema pubblico; veniva regolamentato il prelievo di organi, tessuti e cellule dai donatori; erano stabilite nuove regole per la fabbricazione e l'importazione di medicinali. Malgrado concedesse maggiori fondi e autonomia alla Cassa nazionale delle assicurazioni della sanità (CNAS), la riforma ebbe un impatto limitato per il miglioramento delle condizioni della sanità pubblica.
Il 22 febbraio 2006 vide la luce l'ordinanza per la modifica della legge 187/1999 sulla Securitate, che equiparava il concetto di polizia politica a quello di violazione dei diritti umani.
Il 5 luglio 2006 si svolse la seduta di governo, cui partecipò anche il presidente Băsescu, che approvò l'istituzione dell'Agenzia nazionale per l'integrità (ANI), nuovo ente di controllo che avrebbe dovuto verificare le dichiarazioni sui redditi posseduti presentate per legge dai parlamentari, dai membri del governo e da altre cariche pubbliche. La legge approvata dalle camere il 31 ottobre 2006, però, modificò alcuni punti del progetto iniziale. Nella forma finale l'ANI avrebbe verificato la correttezza e la veridicità delle dichiarazioni, senza la possibilità di effettuare indagini sulle incongruenze, ma demandando agli organi di giustizia i controlli sui redditi, sulle posizioni di incompatibilità e sui conflitti d'interesse. L'ente, nato su pressione della Commissione europea, inoltre, sarebbe stato soggetto al parlamento, mentre il piano del governo prevedeva la sua indipendenza.

## Appoggio parlamentare e composizione
Il governo Tăriceanu I fu sostenuto principalmente dalla coalizione di centro-destra Alleanza Giustizia e Verità (D.A.), che alle elezioni parlamentari in Romania del 2004 era risultata seconda, dietro all'Unione Nazionale PSD+PUR (centro-sinistra). In modo da poter formare una maggioranza i due partiti costituenti D.A., cioè il Partito Nazionale Liberale (PNL) e il Partito Democratico (PD), formarono un'alleanza con i regionalisti ungheresi dell'Unione Democratica Magiara di Romania (UDMR) e con il Partito Umanista Romeno (PUR), che alle elezioni aveva presentato liste comuni con il PSD.
Insieme la maggioranza disponeva di 153 deputati su 332 (pari al 46,1% dei seggi alla camera dei deputati della Romania) e di 69 senatori su 137 (pari al 50,4% dei seggi al senato della Romania).
| Carica | Titolare                                                             | Titolare                                       | Partito      |
| --- | -------------------------------------------------------------------- | ---------------------------------------------- | ------------ |
| Primo ministro |                                                                      | Călin Popescu Tăriceanu                        | PNL          |
| Ministro di stato per il coordinamento delle attività nel campo economico                                                                                      |                                                                      | Adriean Videanu (fino al 20 marzo 2005)        | PD           |
| Ministro di stato per il coordinamento delle attività nel campo economico                                                                                      | Gheorghe Seculici (dal 20 marzo al 22 agosto 2005)                   |                                                | PD           |
| Ministro di stato per il coordinamento delle attività nel campo economico                                                                                      | Gheorghe Pogea (dal 22 agosto 2005 al 13 giugno 2006)                |                                                | PD           |
| Ministro di stato per il coordinamento delle attività nel campo della cultura, dell'istruzione e dell'integrazione europea                                     |                                                                      | Béla Markó                                     | UDMR         |
| Ministro di stato per il coordinamento delle attività nel campo del commercio e della piccola e media impresa                                                  |                                                                      | George Copos (fino al 13 giugno 2006)          | PUR          |
| Ministro di stato per il coordinamento delle attività nel campo del commercio e della piccola e media impresa                                                  | Bogdan Pascu (dal 13 giugno 2006 al 4 dicembre 2006)                 |                                                | PUR          |
| Ministro della giustizia |                                                                      | Monica Macovei                                 | Indipendente |
| Ministro delle finanze pubbliche |                                                                      | Ionuț Popescu (fino al 22 agosto 2005)         | PNL          |
| Ministro delle finanze pubbliche | Sebastian Vlădescu (dal 22 agosto 2005)                              |                                                | PNL          |
| Ministro della difesa nazionale |                                                                      | Teodor Atanasiu (fino al 13 settembre 2006)    | PNL          |
| Ministro della difesa nazionale | Corneliu Dobrițoiu (ad interim; dal 13 settembre al 25 ottobre 2006) |                                                | PNL          |
| Ministro della difesa nazionale |                                                                      | Sorin Frunzăverde (dal 25 ottobre 2006)        | PD           |
| Ministro della cultura e dei culti |                                                                      | Mona Muscă (fino al 12 agosto 2005)            | PNL          |
| Ministro della cultura e dei culti | Adrian Iorgulescu (dal 22 agosto 2005)                               |                                                | PNL          |
| Ministro dell'agricoltura, delle foreste e dello sviluppo rurale                                                                                               |                                                                      | Gheorghe Flutur (fino al 23 novembre 2006)     | PNL          |
| Ministro dell'agricoltura, delle foreste e dello sviluppo rurale                                                                                               | Dan Motreanu (dal 6 dicembre 2006)                                   |                                                | PNL          |
| Ministro della salute |                                                                      | Mircea Cinteză (fino al 22 agosto 2005)        | PNL          |
| Ministro della salute | Eugen Nicolăescu (dal 22 agosto 2005)                                |                                                | PNL          |
| Ministro degli affari esteri |                                                                      | Mihai Răzvan Ungureanu (fino al 23 marzo 2007) | PNL          |
| Ministro degli affari esteri | Călin Popescu Tăriceanu (ad interim; dal 23 marzo 2007)              |                                                | PNL          |
| Ministro dell'economia e del commercio |                                                                      | Ioan-Codruț Șereș (fino al 4 dicembre 2006)    | PUR          |
| Ministro dell'economia e del commercio |                                                                      | Varujan Vosganian (dal 12 dicembre 2006)       | PNL          |
| Ministro del lavoro, della solidarietà sociale e della famiglia                                                                                                |                                                                      | Gheorghe Barbu                                 | PD           |
| Ministro dell'ambiente e della gestione delle acque |                                                                      | Sulfina Barbu                                  | PD           |
| Ministro dei trasporti |                                                                      | Gheorghe Dobre (fino al 13 giugno 2006)        | PD           |
| Ministro dei trasporti | Radu Berceanu (dal 13 giugno 2006)                                   |                                                | PD           |
| Ministro dell'amministrazione e degli interni |                                                                      | Vasile Blaga                                   | PD           |
| Ministro dell'integrazione europea |                                                                      | Ene Dinga (fino al 22 agosto 2005)             | PD           |
| Ministro dell'integrazione europea | Anca Boagiu (dal 22 agosto 2005)                                     |                                                | PD           |
| Ministro dell'educazione e della ricerca |                                                                      | Mircea Miclea (fino al 10 novembre 2005)       | PD           |
| Ministro dell'educazione e della ricerca | Mihail Hărdău (dal 10 novembre 2005)                                 |                                                | PD           |
| Ministro delle comunicazioni e della tecnologia informatica |                                                                      | Zsolt Nagy                                     | UDMR         |
| Ministro con delega ai rapporti con il Parlamento |                                                                      | Bogdan Olteanu (fino al 19 marzo 2006)         | PNL          |
| Ministro con delega ai rapporti con il Parlamento | Mihai Voicu (dal 7 aprile 2006)                                      |                                                | PNL          |
| Ministro con delega al coordinamento della Segreteria generale del Governo                                                                                     |                                                                      | Mihai Voicu (fino al 23 maggio 2006)           | PNL          |
| Ministro con delega al coordinamento della Segreteria generale del Governo                                                                                     | Radu Stroe (dal 23 maggio 2006)                                      |                                                | PNL          |
| Ministro con delega ai lavori pubblici e alla gestione del territorio                                                                                          |                                                                      | László Borbély                                 | UDMR         |
| Ministro con delega al controllo dell'implementazione dei programmi con finanziamento internazionale e alla verifica dell'applicazione dell'acquis comunitario |                                                                      | Cristian David                                 | PNL          |
| Ministro con delega al commercio |                                                                      | Iuliu Winkler                                  | UDMR         |
| Ministro con delega al coordinamento delle autorità di controllo                                                                                               |                                                                      | Sorin Vicol (fino al 21 gennaio 2005)          | PUR          |